# Коловодник ставковий
Коловодник ставковий, поручайник (Tringa stagnatilis) − прибережний птах ряду сивкоподібні (Charadriiformes). Один з 10-и видів роду; один з 6-х видів у фауні України. В Україні гніздовий перелітний птах.

## Загальна характеристика

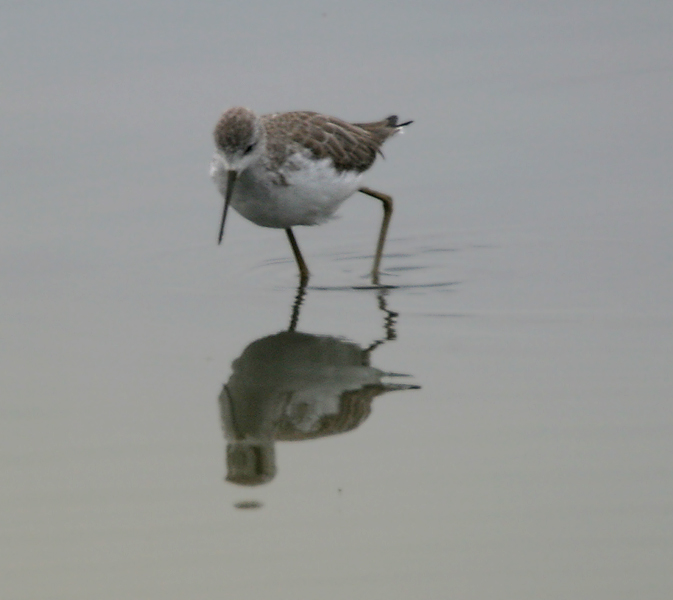
Коловодник ставковий, в Індії

### Морфологічні ознаки
Найстрункіший кулик з усіх коловодників, загального світло-сірого забарвлення. Дорослий птах у шлюбному вбранні зверху бурувато-сірий, з темно-бурими плямами; задня частина спини, поперек і надхвістя білі; низ білуватий, з бурими рисками і плямами на волі і боках тулуба; спід крил білий; махові пера бурі; хвіст білий, з густими темно-бурими поперечними смугами; дзьоб рівний, чорний; ноги зеленкуваті, в польоті виступають за хвостом. У позашлюбному вбранні зверху сіруватий, з темними рисками; низ однотонно бруднувато-білий. Молодий птах схожий на дорослого у позашлюбному оперенні, але пера верху бурі, з вохристою облямівкою. Маса тіла — 50-85 г, довжина тіла — 22-25 см, розмах крил — 39-44 см.

## Голос
Поклик — дзвінке «тію-тію-тію», що схоже на поклик великого коловодника, але вище за тональністю і швидше. Шлюбний крик — мелодійне ритмічне «тю-лі — тю-лі — тю-лі…».

## Ареал виду та його поширення в Україні
Гніздовий ареал охоплює степову, лісостепову, південну частина лісової смуги Європи, Північний Казахстан, Алтай, Далекий Схід. Як гніздовий вид коловодник ставковий зник у багатьох районах Західної Європи, Білорусі, Молдови та Росії. В Україні з початку 1960 рр. відбувається загальне скорочення ареалу і зменшення чисельності виду. До 1950 рр. був звичайним гніздовим птахом Полтавської і Харківської областей, траплявся в Київській, Черкаській, Дніпропетровській областях. Зараз оселяється майже виключно у долині середньої течії р. Десна у межах Чернігівської і Сумської областей. Зареєстровані окремі випадки гніздування та зустрічі птахів з елементами шлюбної поведінки в Черкаській області. (Ірдинські болота), заплаві р. Сіверський Донець (Донецька, Харківська області.), заплаві рр. Сейм, Псел, Ворскла (Сумська область).
Більшість птахів зимує в Африці та Індії, невелика кількість мігрує у Південну Азію та Австралію.

## Чисельність і причини її зміни
Популяція в Європі нараховує 12—32 тис. пар.В Україні протягом останніх десятиліть чисельність скорочується, нині вона становить від 50 до 100 пар. Причини скорочення чисельності: меліорація, затоплення заплавних лук при створенні водосховищ, зарегулювання русел річок, дачна забудова, браконьєрство.

## Загрози
На місцях гніздування. Зникнення у багатьох районах Західної Європи, Білорусі, Молдови та Росії відбулося в результаті втрати степових середовищ існування у зв'язку з інтенсифікацією сільського господарства та, можливо, у зв'язку з колекціонуванням яєць. Він також може опинитися під загрозою промислового забруднення від поліциклічних ароматичних вуглеводнів (органічні забруднювачі) в районі озера Байкал в Росії, де високі рівні забруднюючих речовин були зареєстровані в яйцях цих птахів. У позагніздовий період в Китаї і Південній Кореї важливі місця зупинок під час міграції навколо узбережжя Жовтого моря можуть бути втрачені через меліорацію і деградацію біотопів в результаті зменшення річкового стоку (від забору води) та через зростаюче забруднення, неконтрольований видобуток донної фауни, що здійснюється в районі річок Жовтої і Янцзи. Виду також загрожують втрати місць проживання в районах зимівель, таких як водно-болотні угіддя в Гані, які погіршується через берегову ерозію та дренаж земель. Ці птахи можуть бути також чутливими до майбутніх спалахів пташиного ботулізму (оскільки вони часто віддають перевагу очисним спорудам).

## Особливості біології

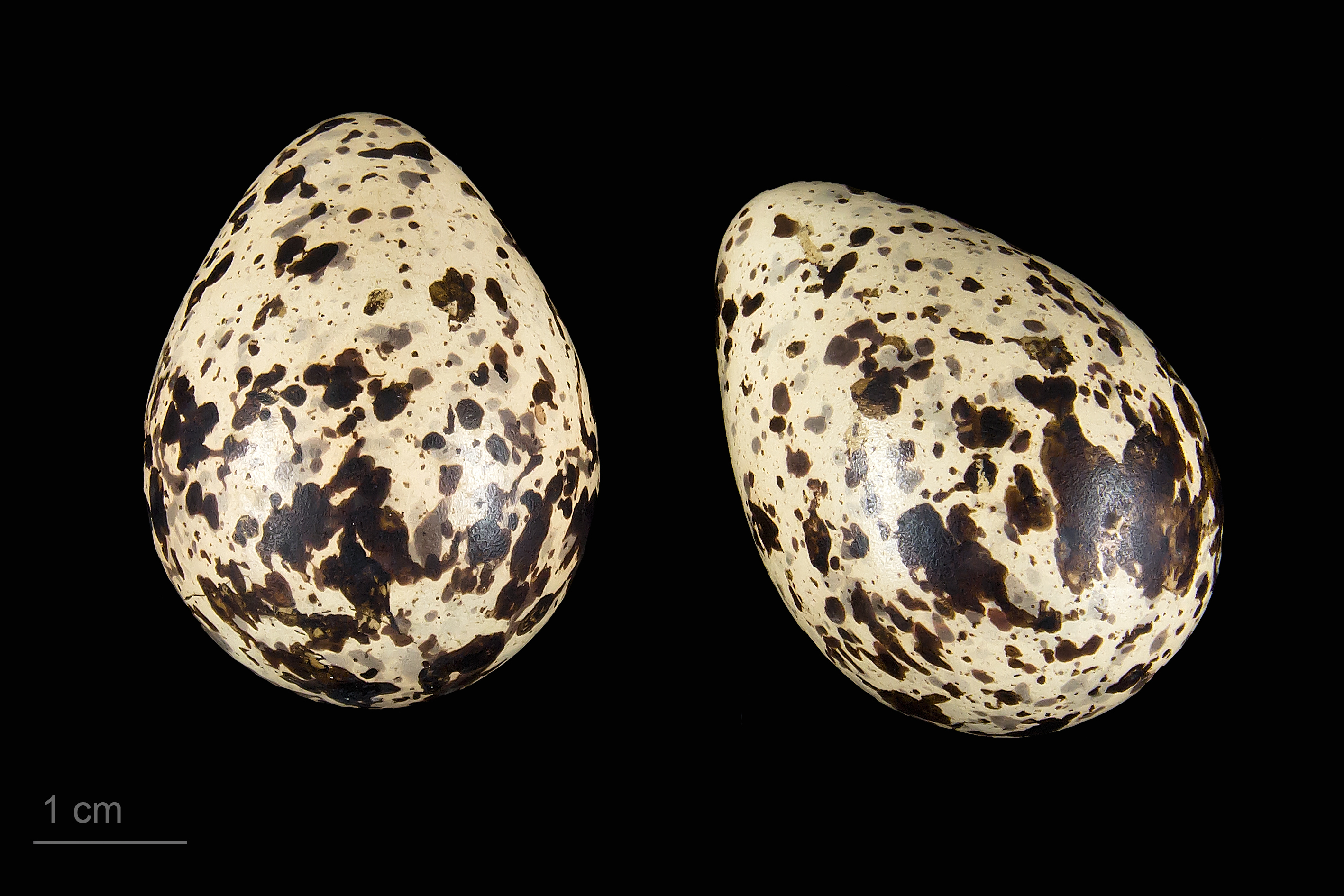
Яйця коловодника ставкового в оологічній колекції (Тулузький музей)

Перелітний птах. Прилітає в першій декаді квітня — другій декаді травня. У південних районах особини, що не розмножуються, можуть траплятися в літній період, протягом червня — початку липня. Оселяється на заболочених ділянках річкових заплав, по окраїнах боліт та берегах водойм (в тому числі штучного походження). Відкладання яєць відбувається з середини (іноді початку) травня. Гніздо являє собою невелике заглиблення у ґрунті. У повній кладці 4 яйця. Насиджують кладку обидва птахи. Пташенята з'являються в кінця травня — середині липня. Пташенята виводкового типу. Осіння міграція триває з середини липня до кінця серпня (у Криму — до середини вересня). Живиться водяними кліщами, комахами та дрібними молюсками.

## Охорона
Включено до Боннської (Додаток ІІ) та Бернської (Додаток ІІ) конвенцій, угоди AEWA. Внесений до Червоної книги України (1994, 2009) (статус − зникаючий). В Україні охороняється в Деснянсько-Старогутському НПП, Мезинському НПП, Середньо-Сеймському РЛП.